# Serra de Teià
La Serra de Teià és una serra situada als municipis d'Alella i Teià al Maresme, amb una elevació màxima de 359,8 metres.